# Golyópapagáj
A golyópapagáj vagy helyi nevén guaiabero (Bolbopsittacus lunulatus) a madarak (Aves) osztályának a papagájalakúak (Psittaciformes) rendjébe és a szakállaspapagáj-félék (Psittaculidae) családjába  tartozó Bolbopsittacus nem egyetlen faja.

## Előfordulása
A Fülöp-szigetek területén honos, erdők lakója.

## Megjelenése
Hossza 15 cm, alapszíne zöld, hasi felületén sárgás árnyalattal.